# Белл (Флорида)
Белл (англ. Bell) — місто (англ. town) в США, в окрузі Гілкріст штату Флорида. Населення — 518 осіб (2020).

## Географія
Белл розташований за координатами 29°45′25″ пн. ш. 82°51′42″ зх. д. / 29.75694° пн. ш. 82.86167° зх. д. (29.756871, -82.861803). За даними Бюро перепису населення США в 2010 році місто мало площу 4,32 км², уся площа — суходіл.

## Демографія
Згідно з переписом 2010 року, у місті мешкало 456 осіб у 172 домогосподарствах у складі 116 родин. Густота населення становила 106 осіб/км². Було 202 помешкання (47/км²).
Расовий склад населення:
| - 94,3 % — білих - 1,8 % — вихідців з тихоокеанських островів - 0,9 % — азіатів - 0,4 % — корінних американців - 0,4 % — чорних або афроамериканців - 1,8 % — осіб інших рас |

До двох чи більше рас належало 0,4 %. Частка іспаномовних становила 10,7 % від усіх жителів.
За віковим діапазоном населення розподілялося таким чином: 28,9 % — особи молодші 18 років, 56,8 % — особи у віці 18—64 років, 14,3 % — особи у віці 65 років та старші. Медіана віку мешканця становила 35,6 року. На 100 осіб жіночої статі у місті припадало 108,2 чоловіків; на 100 жінок у віці від 18 років та старших — 85,1 чоловіків також старших 18 років.
Середній дохід на одне домашнє господарство становив 40 573 долари США (медіана — 38 529), а середній дохід на одну сім'ю — 45 398 доларів (медіана — 38 750). За межею бідності перебувало 19,1 % осіб, у тому числі 35,8 % дітей у віці до 18 років та 0,0 % осіб у віці 65 років та старших.
Цивільне працевлаштоване населення становило 214 осіб. Основні галузі зайнятості: освіта, охорона здоров'я та соціальна допомога — 34,1 %, науковці, спеціалісти, менеджери — 16,4 %, сільське господарство, лісництво, риболовля — 10,3 %, роздрібна торгівля — 9,8 %.